# アサムラサキ
株式会社アサムラサキは岡山県笠岡市、広島県福山市に本社を置く食品メーカー。「かき醤油」を主力に調味料、加工食品を製造する。

## 概要
1910年（明治43年）に藤井國五郎が深津村にひらいた醤油製造業を始まりとする。元来は醤油製造を主としていたが、現在では「かき醤油」に代表される調味料、レトルト食品などの加工食品を手がける。創業地は深津村であり現在も登記上の本社は福山市にあるが、1980年以降は実質的な本社機能および主力工場を岡山県笠岡市茂平に置く。

## 歴史
- 1910年（明治43年） - 藤井國五郎、深津村において醤油製造を専業とする
- 1923年（大正12年） - 宮内省御用達の栄に浴し「朝紫」の命名を賜る
- 1934年（昭和9年） - ハワイ、フィリピン方面へ醤油の輸出を図る
- 1943年（昭和18年） - 陸軍省糧秣工場に指定される
- 1949年（昭和24年） - 法人成り 藤國醤油株式会社を設立する
- 1963年（昭和38年） - 醤油農林規格（JAS）認定工場に指定される
- 1974年（昭和49年） - 中国醤油醸造協同組合発足 同時に仕込み、圧搾部門までの工程を協業工場へ移す
- 1976年（昭和51年） - 現在の社名に商号変更する
- 1980年（昭和55年） - 岡山工場を新設し全面移転する
- 1992年（平成4年） - 濃厚つゆ「かき醤油」発売
- 2002年（平成14年） - 本社新工場建設

## 主力商品
- かき醤油
- えびめし
- 麺どろぼう
- 肉どろぼう

## 提供番組
- あさチャン!（岡山・香川ローカル）

## 拠点
- 本社工場: 岡山県笠岡市茂平